# Антим Анастасиадис
Антим (на гръцки: Άνθιμος, Антимос) е гръцки духовник, митрополит на Вселенската патриаршия.

## Биография
Роден е в 1862 година в тракийското градче Родосто с фамилията Анастасиадис (Αναστασιάδης). В 1881 година завършва Халкинската семинария. Служи като архидякон на митрополит Агатангел Ефески. На 30 октомври 1886 година е избран за титулярен еритрейски епископ. Ръкоположен е на 18 януари 1887 година в Кидониес и назначен за викарен епископ на Ефеската митрополия със седалище в Кидониес. Ръкополагането е извършено от митрополит Йоаким Ефески в съслужение с епископите Тарасий Илиуполски, Теоклит Кринийски, Константин Анейски и Антим Аркадиуполски.
На 14 април 1890 година е избран за метрески и атирски епископ. На 18 март 1899 година е избран за преспански и охридски митрополит в Крушево. На този пост остава до 1906 година, когато на 3 май е избран да оглави новосъздадената Лозенградска епархия. В Крушево е заменен от Герман. От 25 ноември 1910 година до 1922 година е ксантийски и перитеорийски митрополит. В 1913 година, когато Ксанти попада в България, е изгонен от българските власти и епархията е дадена на български владика. Антим живее в Солун. В 1919 година, с установяване на гръцка власт в града, е възстановен на митрополитския трон.
Умира на 3 септември 1922 година в Ксанти.